# Morio Higaonna
Morio Higaonna (東恩納 盛男, Higaonna Morio), né le 25 décembre 1938 dans la ville de Naha sur l'île d'Okinawa au Japon, est un maître de Karaté Gōjū-ryū mondialement renommé, détenteur du plus haut grade, celui de 10e dan.
Il fonde, en 1979 en Angleterre, la Fédération internationale d'Okinawa Goju-Ryu Karate-do (IOGKF). Il en est le président du Comité International et l'instructeur en chef jusqu'en 2022. Il quitte alors l'IOGKF pour fonder la Fédération de gōjū-ryū karate-do traditionnel d'Okinawa.
Higaonna Sensei a écrit plusieurs livres sur le karaté Goju-Ryu d'Okinawa, notamment la série technique en 4 volumes "Traditional Karate-do: Okinawa Goju Ryu " (1985) et "The History of Karate: Okinawan Goju Ryu" (1re édition, 1996).
Le spécialiste des arts martiaux Donn Draeger (1922-1982) l'aurait un jour décrit, dans le documentaire de la BBC "The Way of The Warrior", comme "l'homme le plus dangereux du Japon dans un vrai combat",,.

## Débuts
Morio Higaonna est né le 25 décembre 1938 à Naha, Okinawa,,. Il commence à étudier le karaté Shorin-ryu à l'âge de 14 ans avec son père, puis avec son ami Tsunetaka Shimabukuro. C'est Shimabukuro qui lui a recommandé d'apprendre le karaté Goju-ryu, l'introduisant au dojo de Chojun Miyagi en 1954, un an après le décès du fondateur. À l'époque, Eiichi Miyazato était le chef du dojo, mais Morio Higaonna a étudié avec An'ichi Miyagi, que Morio Higaonna reconnaît comme son premier et principal instructeur.
Lorsque Miyazato ouvrit le nouveau dojo Jundokan en 1957, Morio Higaonna suivit An'ichi Miyagi et commença à s'y entraîner. Cette même année, il obtint sa ceinture noire,.
En 1960, il s'installe à Tokyo pour étudier à l'université Takushoku. Le 30 décembre de la même année, il est promu au rang de 3e dan lors de la première passation de grades tous styles du Okinawa Karate-do Renmei,. Il est invité à enseigner au dojo Yoyogi de Tokyo où il attire un large public,. Il obtient le rang de 5e Dan en avril 1966. En janvier 1967, il reçoit son Menkyo Kaiden (免許皆伝), le plus haut niveau du système Menkyo du Japon, indiquant qu'un étudiant maîtrise tous les aspects de sa formation.

## Promouvoir le Goju-ryu à travers le monde
En avril 1967, Morio Higaonna Sensei a assumé le poste de Shihan (professeur) de karaté au Collège des sciences humaines et de l'éducation de l'Université Nihon.
En mai 1968, il accepta une invitation du YMCA et se rendit à Spokane aux États-Unis pour y faire une série de démonstrations et de conférences sur le thème du karaté. Le voyage fut un succès et il reçut un prix du maire de Spokane pour ses efforts salués pour promouvoir le karaté aux États-Unis.
Le 10 octobre 1970, Moro Higaonna fut invité à représenter le Goju-Ryu Karate-do d'Okinawa lors d'une démonstration spéciale, lors du premier tournoi mondial de karaté organisé par la World Union Karate Organization (WUKO). Cet événement eut lieu au Tokyo Budokan au Japon. Il reçut une lettre spéciale d'appréciation de la WUKO pour sa démonstration.
Il fut une fois de plus invité à faire une démonstration au troisième tournoi mondial de karaté organisé par la WUKO en 1972. Une fois de plus, il reçut une lettre spéciale d'appréciation de la part des organisateurs.
En mai 1975, Higaonna Sensei accepta une invitation de l'Association Française de Karaté pour diriger une tournée d'enseignement en France pour les jeunes pratiquants ainsi que pour les pratiquants Yudansha (ceintures noires). En 1977, il fut à nouveau invité à enseigner en France par l'Association Française de Karaté.
En juillet 1979, il fonde la Fédération internationale d'Okinawa Goju-Ryu Karate-do (IOGKF) à Poole, en Angleterre. Il était alors 7e Dan, grâce à Eiichi Miyazato. Morio Higaonna lui-même a demandé et obtenu la permission de la famille Miyagi (Chojun) pour l'utilisation du blason de la famille Miyagi dans le logo de l'IOGKF.
En 1980, il a épousé Alanna Stevens et leur fils Seigi Eric est né en novembre 1981. La famille a vécu à Okinawa de mai 1981 à mai 1985, puis à Tokyo de 1985 à 1987.
En 1980, le gouvernement japonais a invité Higaonna Sensei à faire une démonstration spéciale lors de la cérémonie officielle de réception organisée en l'honneur de la visite d'État du président du Mexique au Japon. La démonstration a eu lieu à Akasaka à Tokyo.
En juillet 1981, l'IOGKF a organisé son premier Budosai mondial et son premier tournoi au Budokan de la ville de Naha, à l'occasion du 60e anniversaire de la fondation de la ville de Naha. (Le gouvernement moderne de la ville a été fondé le 20 mai 1921, bien que Naha en tant que ville portuaire existe depuis l'époque médiévale.)
En 1982, Higaonna Sensei a fondé son propre dojo dans sa propre maison à Naha, Okinawa. Son dojo était et est toujours connu sous le nom de "Higaonna Dojo". Au cours des décennies suivantes, ce dojo est devenu le port d'escale de nombreux membres seniors de la ceinture noire du TOGKF et d'autres écoles et styles cherchant à s'entraîner selon la méthode traditionnelle d'Okinawa.
Lorsque la BBC (British Broadcasting Corporation) a diffusé le documentaire "La voie du guerrier" en 1983, l’épisode consacré au karaté mettait en vedette Okinawan Goju-Ryu et se concentrait sur Higaonna Sensei, ses méthodes d’entraînement et ses concepts de karaté. Le programme a été largement regardé et très bien reçu.
En 1983, il commença à nouer des contacts avec des pratiquants d'arts martiaux dans la province chinoise du Fukien/Fujian. Il s'agissait d'approfondir ses recherches sur l'histoire et les origines du Naha-Te et du Goju-ryu à Fuzhou. Cela aboutit au premier séminaire et démonstration de karaté d'Okinawa jamais organisé à Fuzhou, en 1988, et ouvrit la voie à de nombreux échanges futurs entre Okinawa et Fuzhou au cours des décennies suivantes.
Le 29 mai 1984, il a reçu ses promotions de 8e et 9e dan de Yuchoku Higa. Higa agissant en sa qualité de président de l'Association de karaté et de kobudo d'Okinawa (沖縄空手・古武道連盟, c'est l'une des nombreuses organisations faîtières d'Okinawa sous lesquelles la plupart des organisations et écoles de karaté d'Okinawa sont finalement devenues membres. Les quatre organisations faîtières ont ensuite fusionné en 2008 pour former l'Okinawa Dentou Karate Shinkoukai. La TOGKF est un membre éminent de cette plus grande organisation.)
En septembre 1987, il a créé le IOGKF Honbu Dojo à San Marcos, Californie, États-Unis. Au cours des prochaines décennies, l'IOGKF continuera à maintenir une forte présence en Amérique du Nord.
En septembre 1987, il a déménagé avec sa famille dans le sud de la Californie pour établir un nouveau dojo. Avec San Marcos comme base,,, il a commencé à organiser des festivals de budo tout en continuant à faire des recherches, à pratiquer et à voyager dans le monde entier pour enseigner, comme dans l'ancienne Union soviétique. En 2004, il était membre du Comité de l'encyclopédie du karaté-do et du kobudo d'Okinawa.
En octobre 1989, sous la direction de Higaonna Sensei, l'IOGKF a organisé un tournoi international de karaté-do à San Diego, Californie, États-Unis. An'ichi Miyagi Sensei a présidé le tournoi en tant qu'invité d'honneur.
Le 8 juin 1990, il a été invité à diriger une démonstration de Budo à New York, au siège de l'ONU.
Le 24 août 1990, il a fait une démonstration de niveau maître lors du premier festival mondial de karaté et de kobudo d'Okinawa. Cet événement était organisé par l'Association de karaté et de kobudo d'Okinawa (沖縄空手・古武道連盟). Au cours des décennies suivantes, il a continué à soutenir cet événement en organisant des séminaires ou des sessions de gasshuku pour le compte des organisateurs pendant le festival.
Le 18 octobre 1991, l'IOGKF a organisé un séminaire technique de karaté Goju-Ryu et un tournoi All America dans l'Arkansas aux États-Unis, avec Morio Higaonna Sensei présidant l'événement en tant qu'instructeur en chef et conférencier. Morio Higaonna Sensei a reçu une mention élogieuse du gouverneur de l'Arkansas, M. Bill Clinton (plus tard président des États-Unis d'Amérique). Le lendemain, le maire de Fort Smith, Arkansas, a désigné le 18 octobre (le jour où le séminaire de l'IOGKF a eu lieu) comme "Journée Morio Higaonna" et a fait de Morio Higaonna Sensei un citoyen d'honneur de la ville de Fort Smith.
En février 1992, le gouverneur de l'État du Texas lui a décerné le titre honorifique d'amiral de la marine du Texas en reconnaissance de ses réalisations dans la promotion du karaté dans l'État du Texas, aux États-Unis. Le 2 juin 1992, des représentants du bureau du vice-président des États-Unis et de l'État du Texas ont conjointement décerné à Morio Higaonna Sensei le titre d'amiral de la marine du Texas.
En 1995, il est devenu l'instructeur de karaté et de combat à mains nues de la garde du Kremlin, des forces de Police et des forces de Police secrètes de la fédération de Russie.
En 1998, le prestigieux et faisant autorité Nihon Kobudo Kyokai a reconnu le Goju-ryu d'Okinawa comme une forme de Kobudo japonais et a nommé Morio Higaonna Sensei comme maître-représentant du système Goju-ryu et l'IOGKF comme organisation représentative au sein de son association.
En juillet 1999, l'IOGKF a organisé un Gassuku européen extrêmement réussi à Hambourg, en Allemagne. À la fin du Gassuku, le maire de Hambourg a remis à Morio Higaonna Sensei une lettre de remerciement au nom de la ville de Hambourg.
En février 2000, le président du Nihon Kobudo Kyokai et du Nihon Budōkan, ancien ministre de l'Éducation, de la Culture, des Sports, de la Science et de la Technologie du Japon, M. Masajuro Shiokawa, a décerné à Morio Higaonna Sensei une prestigieuse distinction pour ses efforts dans la préservation et la promotion du Goju-Ryu Karatedo d'Okinawa.
Le 31 mars 2001, le président vénézuélien a décerné à Morio Higaonna Sensei l'Ordre de Vicente Emilio Sojo (prix culturel) pour ses réalisations dans l'introduction et le développement du karaté au Venezuela.
Le 10 février 2007, trois maîtres renommés du karaté, Morio Higaonna Sensei, Hirokazu Kanazawa Sensei et Hoshu Ikeda Sensei, ont organisé un séminaire et une démonstration de karaté largement acclamés au Tokyo Kudan Kaikan.
Le 22 juin 2007, le président de l'Association culturelle de la ville de Naha (那覇市文化協会) a décerné à Morio Higaonna Sensei une mention élogieuse pour son immense contribution à la préservation et au développement du karaté d'Okinawa.
En septembre 2007, il a reçu le 10e Dan (le rang le plus élevé du karaté) des mains de Miyagi An'ichi Sensei et Shuichi Aragaki Sensei.
En 2009, il a participé à une émission de CBBC intitulée Hai Karate Journey to Japan, où quatre enfants et l'un de leurs parents du Royaume-Uni se sont rendus au Japon pour apprendre le karaté et ont eu trois semaines pour obtenir leur première promotion, à la ceinture jaune.
Le 12 octobre, lors du Gasshuku Euro Asia en Moldavie, il a reçu une récompense spéciale du président de la Moldavie, Nicolae Timofti, pour ses nombreuses années de contribution à la diffusion du karaté traditionnel et de sa valeur pour le pays, ainsi qu'à la construction de l'amitié entre la Moldavie et le Japon. Il s'agit de la plus haute distinction que les étrangers peuvent recevoir dans le pays.
En juillet 2012, à Okinawa, afin de libérer du temps pour travailler à la reconnaissance du karaté par l'UNESCO comme patrimoine culturel immatériel, Higaonna Sensei a pris la fonction de "Saiko Shihan". Ce poste avait été laissé vacant quelques années plus tôt par le décès de son professeur, An'ichi Miyagi. Higaonna Sensei a nommé Sensei Tetsuji Nakamura au poste de Shuseki Shihan.
Le 8 mai 2013, le gouvernement d'Okinawa lui a décerné un prix et un titre le reconnaissant comme Trésor culturel immatériel d'Okinawa, en reconnaissance de ses nombreuses années de dévouement et de préservation du karaté Goju-ryu, qui était lui-même une part importante de la culture et de l'histoire d'Okinawa. Un titre comme celui-ci est le plus élevé qu'un individu puisse recevoir au Japon pour les arts martiaux, et il n'a été décerné qu'à une poignée de grands maîtres dans l'histoire moderne du Japon.
En décembre 2018, en reconnaissance de ses services au karaté traditionnel d'Okinawa Goju Ryu, Higaonna Sensei a reçu une invitation officielle au 30e anniversaire de l'empereur japonais de la part du Premier ministre du Japon, Abe Shinzo.
Le 24 février 2019, j'ai assisté à l'événement du 30e anniversaire de l'empereur japonais qui s'est tenu au Théâtre national du Japon.
En août 2022, après avoir exprimé son mécontentement quant à la direction que prenait la Fédération internationale de karaté d'Okinawa Goju Ryu, il a demandé à Tetsuji Nakamura de démissionner de son poste de Shuseki Shihan de l'IOGKF.
Le 24 septembre 2022, après des bouleversements politiques au sein de l'IOGKF, Higaonna a annoncé qu'il allait créer une nouvelle organisation appelée la Fédération de gōjū-ryū karate-do traditionnel d'Okinawa (TOGKF).
Bakkies Laubscher (9e dan, vice-instructeur en chef de la TOGKF et instructeur en chef de la TOGKF pour l'Afrique du sud, plus ancien élève d'Higaonna Sensei), Kazuo Terauchi (9e dan, vice-instructeur en chef de la TOGKF), Juichi Kokubo (7e dan), Masakazu Kuramoto (8e dan, instructeur du Honbu dojo, Naha, Okinawa), Yonekazu Uehara (8e dan), George Andrews (8e dan, instructeur en chef de la TOGKF Angleterre), Yoshinori Yonesato (7e dan, secrétaire de la TOGKF, conseiller principal TOGKF Sri Lanka)), pour n'en citer que quelques-uns, ont suivi Higaonna Sensei dans sa nouvelle Fédération. Ils font partie de ses plus anciens élèves et sont largement reconnus comme faisant partie des meilleurs instructeurs de Goju-ryu au monde.
En février 2024, le prestigieux et faisant autorité Nihon Kobudo Kyokai, conformément à la nomination de Higaonna sensei comme maître-représentant du système Goju-ryu, est passé au TOGKF nouvellement créé par Higaonna Sensei comme organisation représentative au sein de son association.
Morio Higaonna Sensei réside actuellement à Naha, Okinawa, où il travaille toujours pour que le karaté d'Okinawa soit reconnu par l'UNESCO comme patrimoine culturel immatériel. À ce jour, il reste le seul karatéka d'Okinawa ou japonais à avoir été invité à faire une démonstration de karaté en direct devant l'empereur du Japon et sa famille. Il reste activement impliqué dans la diffusion du Goju Ryu d'Okinawa à tous et à chacun dans son dojo TOGKF Honbu, à Tsuboya, Naha, Okinawa.